# Don Smith (football américain, 1957)
Pour les articles homonymes, voir Don Smith et Smith.
(en) Statistiques sur pro-football-reference
Donald Loren Smith, né le 9 mai 1957 à Oakland, en Californie est un joueur américain de football américain de la National Football League pour les Falcons d'Atlanta, les Bills de Buffalo et les Jets de New York. Il joue au football américain universitaire pour les Hurricanes de l'université de Miami.

## Jeunesse
Smith fréquente la Tarpon Springs High School à Tarpon Springs, en Floride. Il y joue un total de 111 matchs dont 81 comme titualaire au cours desquels il accumule 18,5 sacks et récupère 11 fumbles. En 2014, l'école décide d'instaurer un Temple de la Renommée et Smith fera partie de la première classe intronisée.

## Carrière universitaire
Smith s'inscrit à l'université de Miami où il joue au football américain pour les Hurricanes. Il reçoit les honneurs All-American de l'Associated Press après sa saison junior après avoir mené les Hurricanes dans les sacks (10) et accumulé plus de 90 tackles. La même année il est nommé MVP de l'équipe.
Pendant sa saison senior, lors de matchs contre le Green Wave de Tulane et les Buffaloes du Colorado, il réalise chaque fois 17 tackles.

## Carrière professionnelle
Smith est sélectionné au premier tour (17e choix) de la draft 1979 de la NFL par les Falcons d'Atlanta. Il y passe six saisons avant d'être échangé contre un choix de draft avec les Bills de Buffalo en 1985. Deux saisons plus tard, les Bills l'envoient aux Jets de New York contre des choix de draft.